# Patiala Airport
Patiala Airport är en flygplats i Indien.   Den ligger i distriktet Ambāla och delstaten Haryana, i den norra delen av landet, 190 km norr om huvudstaden New Delhi. Patiala Airport ligger 274 meter över havet.
Terrängen runt Patiala Airport är mycket platt. Runt Patiala Airport är det tätbefolkat, med 982 invånare per kvadratkilometer. Närmaste större samhälle är Ambāla, 7,6 km nordväst om Patiala Airport. Trakten runt Patiala Airport består till största delen av jordbruksmark.